# Max-Morlock-Stadion
Het Max-Morlock-Stadion is gelegen in Neurenberg, Duitsland. In het stadion is plaats voor 48.000 toeschouwers. De voetbalclub die het stadion als haar thuishaven heeft is 1. FC Nürnberg.
De deuren van het stadion werden geopend in 1928, toen nog onder de naam Städtisches Stadion. Later werd de naam verschillende keren veranderd. In de nabije omgeving van het stadion liggen nog twee stadions, namelijk de Zeppelinfeld en de Arena Nürnberg. Voorafgaand aan de Tweede Wereldoorlog werd het stadion vanaf 1933 gebruikt als verzamelpunt voor de Hitlerjugend.
Van 1988 tot 1991 werd het stadion voor het eerst gerenoveerd. In 2002 gebeurde dit voor de tweede maal, dit keer als voorbereiding op het WK voetbal van 2006. De renovatie in 2006 nam ruim 56 miljoen euro in beslag.
Het stadion is voorzien van een professionele lichtinstallatie, een verwarmd veld, sproeiers die het veld besproeien met regenwater en twee grote videoschermen waarmee de voetballiefhebbers vermaakt kunnen worden. Om het voetbalveld heen ligt een atletiekbaan. Om met het openbaar vervoer het stadion te bereiken, is er keuze uit de trein, de metro of de bus.

## WK-interlands
Het stadion was een van de twaalf stadions tijdens het Wereldkampioenschap voetbal 2006. Er werden vier groepswedstrijden en één wedstrijd in de achtste finales gespeeld.
| №  | Datum        | Wedstrijd                     | Uitslag | Competitie               | Toeschouwers |
| -- | ------------ | ----------------------------- | ------- | ------------------------ | ------------ |
| 1. | 11 juni 2006 | Mexico – Iran                 | 3 – 1   | WK 2006 - Groepsfase (D) | 41.000       |
| 2. | 15 juni 2006 | Engeland – Trinidad en Tobago | 2 – 0   | WK 2006 Groepsfase (B)   | 41.000       |
| 3. | 18 juni 2006 | Japan – Kroatië               | 0 – 0   | WK 2006 Groepsfase (F)   | 41.000       |
| 4. | 22 juni 2006 | Ghana – Verenigde Staten      | 2 – 1   | WK 2006 Groepsfase (E)   | 41.000       |
| 5. | 25 juni 2006 | Portugal – Nederland          | 1 – 0   | WK 2006 Achtste finale   | 41.000       |

Olympiastadion (Berlijn) · Signal Iduna Park (FIFA WM-stadion)* (Dortmund) · Commerzbank-Arena (FIFA WM-stadion)* (Frankfurt am Main) · Veltins-Arena (FIFA WM-stadion)* (Gelsenkirchen) · AOL Arena (FIFA WM-stadion)* (Hamburg) · AWD-Arena (FIFA WM-stadion)* (Hannover) · Fritz-Walter-Stadion (Kaiserslautern) · RheinEnergieStadion (FIFA WM-stadion)* (Keulen) · Zentralstadion (Leipzig) · Allianz Arena (FIFA WM-stadion)* (München) · easyCredit-Stadion (FIFA WM-stadion)* (Neurenberg) · Gottlieb-Daimler-Stadion (Stuttgart)
 *Sommige stadions werden tijdens het WK tijdelijk omgedoopt tot "FIFA WM-stadion" omdat de sponsor geen sponsor was van de FIFA.
Allianz Arena (FC Bayern München) ·
BayArena (Bayer Leverkusen) ·
Borussia-Park (Borussia Mönchengladbach) ·
Deutsche Bank Park (Eintracht Frankfurt) ·
Europa-Park Stadion (SC Freiburg) ·
Holstein-Stadion (Holstein Kiel) ·
Mewa Arena (1. FSV Mainz 05) ·
MHPArena (VfB Stuttgart) ·
Millerntor-Stadion (FC St. Pauli) ·
Red Bull Arena (Leipzig) (RB Leipzig) ·
Rhein-Neckar-Arena (TSG 1899 Hoffenheim) ·
Signal Iduna Park (Borussia Dortmund) ·
Alte Försterei (1. FC Union Berlin) ·
Volkswagen-Arena (VfL Wolfsburg) ·
Voith-Arena (1. FC Heidenheim 1846) ·
Vonovia Ruhrstadion (VfL Bochum) ·
Weserstadion (Werder Bremen) ·
WWK ARENA (FC Augsburg)
Donaustadion (SSV Ulm 1846) ·
Eintracht-Stadion (Eintracht Braunschweig) ·
Fritz-Walter-Stadion (1. FC Kaiserslautern) ·
Heinz-von-Heiden-Arena (Hannover 96) ·
Home Deluxe Arena (SC Paderborn 07) ·
Jahnstadion Regensburg (Jahn Regensburg) ·
Max-Morlock-Stadion (1. FC Nürnberg) ·
MDCC-Arena (1. FC Magdeburg) ·
Merkur Spiel-Arena (Fortuna Düsseldorf) ·
Olympiastadion (Hertha BSC) ·
Preußenstadion (SC Preußen Münster) ·
RheinEnergieStadion (1. FC Köln) ·
Sportpark Ronhof (SpVgg Greuther Fürth) ·
Stadion am Böllenfalltor (SV Darmstadt 98) ·
Ursapharm-Arena an der Kaiserlinde (SV Elversberg) ·
Veltins-Arena (Schalke 04) ·
Volksparkstadion (HSV) ·
Wildparkstadion (Karlsruher SC)
Audi-Sportpark (FC Ingolstadt 04) ·
Brita-Arena (SV Wehen Wiesbaden) ·
Carl-Benz-Stadion (SV Waldhof Mannheim) ·
DDV-Stadion (Dynamo Dresden) ·
Erzgebirgsstadion (FC Erzgebirge Aue) ·
Hardtwaldstadion (SV Sandhausen) ·
LEAG Energie Stadion (Energie Cottbus) ·
Ludwigsparkstadion (1. FC Saarbrücken) ·
Ostseestadion (Hansa Rostock) ·
SchücoArena (DSC Arminia Bielefeld) ·
Sportclub Arena (SC Verl) ·
Sportpark Höhenberg (FC Viktoria Köln 1904) ·
Sportpark Unterhaching (SpVgg Unterhaching) ·
Stadion an der Bremer Brücke (VfL Osnabrück) ·
Stadion an der Hafenstraße (Rot-Weiss Essen) ·
Stadion Rote Erde (Borussia Dortmund II) ·
Städtisches Stadion an der Grünwalder Straße (TSV 1860 München) ·
Tivoli (Alemannia Aachen) ·
WIRmachenDRUCK Arena (VfB Stuttgart II)